# Аутентичный текст
Аутенти́чный текст (др.-греч. αὐθεντικός — подлинный) — в широком смысле означает подлинный текст документа. В юриспруденции означает такой текст, который по смыслу соответствует тексту на другом языке и обладает одинаковой с ним юридической силой, ибо разноязычные тексты должны по своему логическому содержанию соответствовать друг другу.
В международном праве термин аутентичный текст применяют в тех случаях, когда текст договора был выработан, согласован и принят на одном языке, но для удобства применения текст данного договора изложен на двух или более языках. В этом случае, согласно общему правилу, текст договора на каждом из языков считается одинаково подлинным и имеющим равную силу, то есть равно аутентичным (аутентичность текста установлена на двух и более языках). При этом в договоре может быть прямо указано текст на каком языке (или языках) будет обладать преимущественной силой в случае разногласий при толковании данного документа.